# Исак Сирин
Исак Сирин (грч. Ἰσαὰκ ὁ Σύρος, сир. ܐܝܣܚܩ ܕܢܝܢܘܐ — Исак Нинивски; Бет Катраја, 613 — Нинива, око 700) био је хришћански аскета, теолог и мистик. Средишња тема његовог учења јесте божја љубав, која је главни разлог стварања и покретачка сила света.

## Живот
Исак је рођен у арапској породици, на подручју Катара, на западној обали персијског залива. Као млад, заједно са братом је отишао у манастир светог Матије (Мар Матај) у Беит Катраји (данашњи Курдистан), где се замонашио. Изношене су тврдње да је био припадник Асиријске цркве Истока, коју често називају несторијанском, (или историјски довођена у везу са несторијанством). Али такво мишљење се оспорава и није нешто опште прихваћено, нити се сматра у научним круговима доказаним. Стекавши добар глас у манастиру, привукао је пажњу католикоса Ђорђа I (660-680), који је око 670. године посетио Беит Катрају и рукоположио га за епископа града Ниниве на реци Тигар (у данашњем Ираку).
Међутим, након само пет месеци, Исак је оставио епископство из „разлога познатих Богу“. Према црквеном предању, то се десило након што су му дошла два хришћанина, зајмодавац и дужник. Један је тражио да му се одмах врати дуг, а други да му се да још времена. Међутим, зајмодавац је одговорио: „Ако ми одмах не врати дуг, предаћу га суду“. Исак му је на то рекао: „Јеванђелска заповест ти налаже да уопште не тражиш своје од онога који ти је узео. Утолико пре треба да покажеш великодушност према ономе који је обећао да ће ти ускоро вратити дуг“. Овај човек је, пак, одговорио: „Остави ти сада јеванђелску заповест“, и више није хтео ништа да чује. Тада је епископ рекао у себи: „Ако се они не повинују јеванђелским заповестима господњим, шта бих ја још овде радио?“ Оставивши епископство, повукао се у усамљеништво на планину Матут, у области Хузестана (југозападни Иран), где се посветио созерцању и мистичком иступању, односно екстази.
| „ | Без удаљавања од света нико не може да се приближи Богу. Удаљавањем не називам пресељење телом, већ одстрањење од светских дела. Врлина удаљавања од света се састоји у томе да се ум не бави светом. | ” |

Под старе дане, отишао је да живи у пустињском манастиру Рабан Шабур. Јео је само три кришке хлеба недељно и мало поврћа. У манастиру је изучавао Свето писмо и писао о хришћанској аскези и духовности. Због силног читања и писања ослепео је пред крај живота. Умро је у дубокој старости у манастиру Шабор, концем VII века.
| „ | Приближавајући се својој постељи реци: „Може бити да ћеш ми ове ноћи бити гроб. И не знам да ли ће на мене ове ноћи уместо привременог сна наићи вечни будући сан“. | ” |

Православна црква слави га 28. јануара по јулијанском, а 10. фебруара по грегоријанском календару.

## Учење
Исакова теологија садржи неоплатонске идеје које је вероватно стекао из студија Дионисија Ареопагита. Бог као љубав је централна идеја његове теологије. Божја љубав је главни разлог стварања света и покретачка сила свега.
| „ | Љубав је довољна да нахрани човека уместо јела и пића. | ” |

Чак се ни љубав Творца према анђелима не умањује због њиховог пада, нити је мања од пуноће љубави Божје према другим анђелима. Стање одвојености од Бога је неприродно и Бог неће допустити отпалима да вечно остану у том стању. Свети Исак је сматрао да ће Бог, услед своје неограничене љубави, створењима донети свеопште спасење. Он ће спасити и оне који су пали (укључујући и демоне), али не против њихове воље, већ њиховим сазревањем.
| „ | Јасно је да демони неће остати у њиховом демонском стању, нити грешници у својим гресима. | ” |

Написао је многа дела, од којих је до нас дошло око стотину беседа о духовном животу и подвижништву, писаних углавном из сопственог искуства. Његови списи су рано преведени на многе језике (арапски, етиопски, грчки и латински) и већ вековима су веома утицајне у монашким круговима.
| „ | Сиђи у своје срце и наћи ћеш у њему лествицу за пењање у царство Божије. | ” |

| „ | Човече, немој да даш свој унутрашњи мир ни за шта на овом свету. По сваку цену сачувај свој унутрашњи мир. Помири се сам са собом, па ће се са тобом помирити и небо и земља. | ” |